# Acide 5-O-(1-carboxyvinyl)-3-phosphoshikimique
L'acide 5-O-(1-carboxyvinyl)-3-phosphoshikimique, également appelé acide 5-énolpyruvyl-3-phosphoshikimique, est un métabolite de la voie du shikimate de biosynthèse des acides aminés aromatiques. Il résulte de la condensation du phosphoénolpyruvate avec du 3-phosphoshikimate sous l'action de l'EPSP synthase à la sixième étape de cette voie métabolique.